# Rotskerken van Lalibela

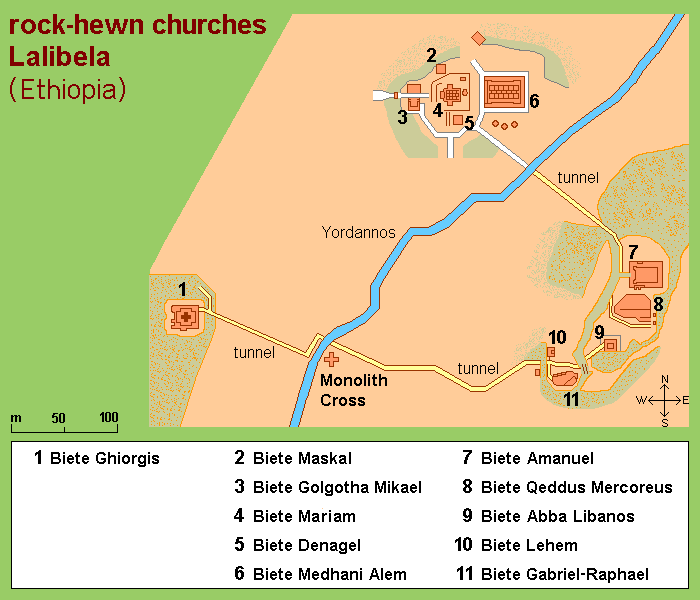
Kaart van het totale gebied

De rotskerken van Lalibela (Ge'ez: ላሊበላ, Amhaars: በት ጊዮርጊስ, Bete Giyorgis) zijn een complex van 11 monolithische kerken in het noorden van Ethiopië. Het ligt in een bergachtig gebied op ongeveer 645 kilometer van de hoofdstad Addis Abeba.  
Het werd begin 13e eeuw volledig uit de rotsen gehouwen in opdracht van de toenmalige koning Lalibela. Hij wilde een ‘Nieuw Jeruzalem’ bouwen, nadat islamitische veroveringen christelijke bedevaarten naar het Heilige Land onmogelijk maakten. Het is nog altijd een belangrijke heilige plek voor christenen. De kerken staan sinds 1978 op de Werelderfgoedlijst van de UNESCO.
Het complex bestaat uit 3 groepen.
| foto              | naam                                                 | bijzonderheden |
| ----------------- | ---------------------------------------------------- | --- |
| Noordelijke groep |                                                      | |
|                   | Bete Medhane Alem (Huis van de Redder van de Wereld) | Grootste monolithische gebouw ter wereld en wellicht een kopie van de Sinte Maria van Zion in Aksum. Het herbergt het Lalibela-kruis. |
|                   | Bete Ghenettea Mariam (Huis van Maria)               | waarschijnlijk de oudste van alle kerken                                                                                              |
|                   | Bete Golgotha                                        | hier zou de tombe van koning Lalibela staan                                                                                           |
|                   | Selassie-kapel                                       | |
|                   | Tombe van Adam                                       | |
| Westelijke groep  |                                                      | |
|                   | Bete Ghiorghis (Huis van de heilige George)          | de best bewaard gebleven kerk |
| Oostelijke groep  |                                                      | |
|                   | Bete Ammanuel (Huis van Emanuel)                     | de koninklijke kapel |
|                   | Bete Merkorios                                       | wellicht de voormalige gevangenis |
|                   | Bete Abba Libanos                                    | |
|                   | Bete Gabriel-Rufael (Huis van Gabriel en Rafael)     | diende misschien ooit als koninklijk paleis                                                                                           |